# Parlamentswahl in Griechenland 2009
- KKE: 21
- SYRIZA: 13
- PASOK: 160
- ND: 91
- LAOS: 15

Die Parlamentswahl in Griechenland 2009 fand am 4. Oktober 2009 statt. Sie brachte der bisher oppositionellen PASOK unter Giorgos A. Papandreou die absolute Mehrheit im Parlament und führte zur Ablösung der seit 2004 regierenden Regierung unter dem bisherigen Ministerpräsidenten Kostas Karamanlis (Nea Dimokratia).

## Vorgeschichte
Am 2. September 2009 gab Ministerpräsident Karamanlis bekannt, dass er den Staatspräsidenten (Karolos Papoulias) um die Auflösung des Parlaments gebeten hatte und vorgezogene Neuwahlen am 4. Oktober 2009 stattfinden sollten. Die nächste Wahl wäre im September 2011 fällig gewesen. Karamanlis war jedoch durch etliche Skandale und eine bedrohliche Verschuldung des Landes stark unter Druck geraten.

## Wahlsystem
Es wurden 300 Abgeordnete für eine Legislaturperiode von vier Jahren gewählt. Für die zugelassenen Parteien galt eine Drei-Prozent-Sperrklausel. Gewählt wurde nach einem modifizierten Verhältniswahlrecht: 260 Sitze wurden nach dem Verhältnis der Stimmen verteilt; die stärkste Partei erhielt 40 zusätzlichen Sitze.

## Parteien
Zur Wahl traten 23 Parteien an.
Die bisher im Parlament vertretenen Parteien:
| Parlamentsparteien | Parlamentsparteien | Parlamentsparteien | Parlamentsparteien | Parlamentsparteien    | Parlamentsparteien    |
| Logo               | Logo               | Name | Ausrichtung        | Spitzenkandidat       | Spitzenkandidat       |
| ------------------ | ------------------ | --- | ------------------ | --------------------- | --------------------- |
|                    | Logo der ND        | Nea Dimokratia (ND) Νέα Δημοκρατία (ΝΔ) Neue Demokratie                                                                          | konservativ        | Kostas Karamanlis     | Kostas Karamanlis     |
|                    | Logo der PASOK     | Panellinio Sosialistiko Kinima (PASOK) Πανελλήνιο Σοσιαλιστικό Κίνημα (ΠΑΣΟΚ) Panhellenische Sozialistische Bewegung             | sozialdemokratisch | Giorgos Papandreou    | Giorgos Papandreou    |
|                    | Logo der KKE       | Kommounistiko Komma Elladas (KKE) Κομμουνιστικό Κόμμα Ελλάδας (KKE) Kommunistische Partei Griechenlands                          | kommunistisch      | Aleka Papariga        | Aleka Papariga        |
|                    | Logo der SYRIZA    | Synaspismos tis Rizospastikis Aristeras (SYRIZA) Συνασπισμός της Ριζοσπαστικής Αριστεράς (ΣΥΡΙΖΑ) Koalition der Radikalen Linken | linkssozialistisch | Alexis Tsipras        | Alexis Tsipras        |
|                    |                    | Laikos Orthodoxos Synagermos (LAOS) Λαϊκός Ορθόδοξος Συναγερμός (ΛΑΟΣ) Völkischer Orthodoxer Alarm                               | nationalistisch    | Georgios Karatzaferis | Georgios Karatzaferis |

## Wahlergebnis

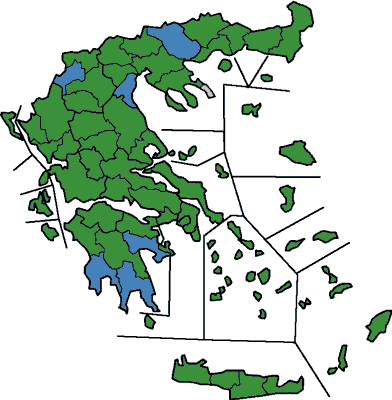
Gewinner nach Präfekturen
Nea Dimokratia
Panellinio Sosialistiko Kinima

Bei den Parlamentswahlen am 4. Oktober siegte Oppositionsführer Giorgos Papandreou deutlich vor dem amtierenden Ministerpräsidenten Kostas Karamanlis. Karamanlis erklärte noch während der Auszählung der Stimmen seinen Rücktritt als Parteivorsitzender der Nea Dimokratia.
Wahlberechtigt waren 9.929.065 Bürger. Die Wahlbeteiligung betrug 70,95 Prozent (es gab eine Wahlpflicht für alle Bürger zwischen 18 und 70 Jahren); Verstöße gegen die Wahlpflicht wurden aber nicht geahndet.
| Listen                   | Listen                                                                | Stimmen   | %    | +/-  | Mandate | +/- |
| ------------------------ | --------------------------------------------------------------------- | --------- | ---- | ---- | ------- | --- |
|                          | Panellinio Sosialistiko Kinima (PASOK)                                | 3.012.542 | 43,9 | +5,8 | 160     | +58 |
|                          | Nea Dimokratia (ND)                                                   | 2.295.719 | 33,5 | −8,3 | 91      | −61 |
|                          | Kommounistiko Komma Elladas (KKE)                                     | 517.249   | 7,5  | −0,6 | 21      | −1  |
|                          | Laikos Orthodoxos Synagermos (LAOS)                                   | 386.205   | 5,6  | +1,8 | 15      | +5  |
|                          | Synaspismos tis Rizospastikis Aristeras (SYRIZA)                      | 315.665   | 4,6  | −0,4 | 13      | −1  |
|                          | Ikologi Prasini                                                       | 173.589   | 2,5  | +1,5 | –       | ±0  |
|                          | Dimokratiki Anagennisi                                                | 30.784    | 0,4  | −0,3 | –       | ±0  |
|                          | Antikapitalistiki Aristeri Synergasia gia tin Anatropi (ANTARSYA)     | 24.687    | 0,4  | Neu  | –       | Neu |
|                          | Ellines Ikologi                                                       | 19.993    | 0,3  | +0,3 | –       | ±0  |
|                          | Chrysi Avgi (XA)                                                      | 19.624    | 0,3  | N/A  | –       | N/A |
|                          | Enosi Kendroon (EK)                                                   | 18.296    | 0,3  | ±0,0 | –       | ±0  |
|                          | Kinonia – Politiki Parataxi Synechiston tou Kapodistria               | 10.690    | 0,2  | Neu  | –       | Neu |
|                          | Kommounistiko Komma Elladas (marxistiko-leninistiko) (KKE (m-l))      | 10.480    | 0,2  | −0,1 | –       | ±0  |
|                          | Dimokratikoi                                                          | 7.600     | 0,1  | Neu  | –       | Neu |
|                          | Marxistiko-Leninistiko Kommounistiko Komma Elladas (ML KKE)           | 5.219     | 0,1  | ±0,0 | –       | ±0  |
|                          | Ergatiko Epanastatiko Komma (EEK)                                     | 4.537     | 0,1  | N/A  | –       | N/A |
|                          | Organosi gia tin Anasynkrotisi tou KKE (OAKKE)                        | 1.665     | 0,0  | ±0,0 | –       | ±0  |
|                          | PAEKE                                                                 | 1.375     | 0,0  | Neu  | –       | Neu |
|                          | Kapnistikes Omades gia tin Techni ke tin Eikastiki Sygkrotisi (KOTES) | 1.355     | 0,0  | Neu  | –       | Neu |
|                          | Fos Alitheia Dikaiosyni                                               | 871       | 0,0  | ±0,0 | –       | ±0  |
|                          | Filoi Tou Anthropou                                                   | 4         | 0,0  | Neu  | –       | Neu |
|                          | Perif Astiki Anaptyxi (PAA)                                           | 4         | 0,0  | ±0,0 | –       | ±0  |
|                          | Palaia Dimokratia                                                     | 3         | 0,0  | Neu  | –       | Neu |
|                          | Unabhängige                                                           | 265       | 0,0  | ±0,0 | –       | ±0  |
| Gesamt                   | Gesamt                                                                | 6.858.421 | 100  |      | 300     | –   |
|                          |                                                                       |           |      |      |         |     |
| Leere Stimmzettel        | Leere Stimmzettel                                                     | 43.269    | 0,6  | ±0,0 |         |     |
| Ungültige Stimmzettel    | Ungültige Stimmzettel                                                 | 142.916   | 2,0  | ±0,0 |         |     |
| Wähler                   | Wähler                                                                | 7.044.606 | 70,9 | –3,2 |         |     |
| Wahlberechtigte          | Wahlberechtigte                                                       | 9.929.065 |      |      |         |     |
|                          |                                                                       |           |      |      |         |     |
| Quelle: Innenministerium |                                                                       |           |      |      |         |     |

### Sitzverteilung
Die PASOK erhielt mit rund 44 Prozent (gegenüber 38 % bei der Wahl von 2007) der Stimmen – dank des 40-Sitze-Bonus für die meistgewählte Partei – eine absolute Mehrheit der Mandate im Parlament gewinnen (160 von 300 Sitzen).
Die konservative Nea Dimokratia erreichte mit rund 33,5 Prozent (2007: 41,8 %) 91 Sitze. Davon verlor sie später – im November 2010 – fünf Sitze durch die Abspaltung der Dimokratiki Symmachia.
Ebenfalls ins Parlament gewählt wurden die Kommunistische Partei Griechenlands mit 7,5 Prozent (21 Sitze), die „Orthodoxe Volkszusammenkunft (LAOS)“ mit 5,6 Prozent (15 Sitze) und die Koalition der Radikalen Linken (SYRIZA) mit 4,6 Prozent (13 Sitze).
Die griechischen Grünen scheiterten mit rund 2,5 Prozent an der Dreiprozenthürde.